# Брегови Кордилери
Бреговите Кордилери (на испански: Cordillera de la Costa) е меридионална верига от планински хребети, простираща се покрай брега на Тихия океан в Южна Америка, разположена на териториите на Колумбия, Еквадор, Перу и Чили. Състои се от отделни обособени планински вериги, простиращи се на около 7000 km, от 7° с.ш. в Колумбия на север до 56° ю.ш. при нос Хорн на юг.

## Деление
В зависимост от своето местоположение Бреговите Кордилери се поделят от север на юг на: Колумбийски, Еквадорски, Перуански и Чилийски.
- Колумбийски Брегови Кордилери – разположени са в Западната част на Колумбия и са представени от хребета Серания де Баудо (дължина около 250 km, височина до 1810 m). На север хребета се свързва с планините в Югоизточна Панама, а на юг завършва при устието на река Баудо в Тихия океан. Загражда от запад обширната и заблатена низина на река Атрато. Хребета Серания де Баудо има силно разчленен от реките релеф и е изграден от палеогенови и неогенови пясъчници и мергели.[1]
- Еквадорски Брегови Кордилери – простират се на около 400 km от долината на река Есмералдас на север до залива Гуаякил на юг. Съставени са от пясъчниково-варовикови ниски (до 800 m) масиви с предимно палеогенова възраст и са разположени в горещата и предимно суха крайбрежна област Коста в западните части на Еквадор.[1]
- Перуански Брегови Кордилери – простират се от 14° до 18° ю.ш. на територията на Перу и се представени от отделни остатъчни хребети с височина до 1780 m.[1]
- Чилийски Брегови Кордилери – това е най-дългият (около 4300 km) участък на Бреговите Кордилери. Между 19° и 37°30′ ю.ш. представляват единен, макар и силно разчленен хребет с максимална височина връх Викуня Макена (3114 m). След 41°30′ Чилийските Брегови Кордилери потъват в океана и продължават на юг, образувайки островната верига на Чилийския архипелаг чак до нос Хорн на 56° ю.ш.[1]

## Геоложки строеж, полезни изкопаеми
Бреговите Кордилери в Перу и Чили са образувани от горнокредни интрузии в мезозойски и палеозойски скали, с които са свързани големите находища на медни руди (Ел Тофо и др.). От 36° ю.ш. до полуостров Тайтао те се състоят предимно от древни кристалинни и метаморфни скали. В пустинните области на Перу и Северно Чили релефът им е силно загладен и заравнен, в Средно Чили е с меки ерозионни очертания, а на юг от 44° ю.ш. е представен от древни ледникови форми.